# Yogmelina ovata
Yogmelina ovata is een vlokreeftensoort uit de familie van de Gammaridae. De wetenschappelijke naam van de soort is voor het eerst geldig gepubliceerd in 1942 door Martynov.